# Tomaso Ghilini
Tomaso Ghilini, dei signori di Marengo e Sezzè (Alessandria, ? ? – Bergamo, 1402), è stato un nobile e condottiero italiano.

## Biografia
Figlio di Giovanni Giacomo, decurione di Alessandria tra il 1334 e il 1338, appartenente all'antica famiglia patrizia alessandrina dei Ghilini. Nulla si conosce della madre ma si sa che ebbe due fratelli, Giovanni e Gerardo, dei quali, probabilmente, Tomaso fu il più giovane.
Anche della sua formazione culturale e degli anni giovanili non si hanno notizie. È più certo che intraprese con successo la carriera militare e, durante la rivolta delle città fiamminghe in Francia nel 1378, si mise al servizio di Carlo VI, re di Francia. La rivolta fu repressa durante una dura campagna che perdurò quattro anni e si concluse con la battaglia di Roosebeke, nelle Fiandre orientali, nel novembre del 1382. Grazie al valore dimostrato sul campo di battaglia e alla sua lealtà al re che, nel 1385, gli affidò il comando di un corpo d'armata e lo nominò maresciallo di Francia.
Richiamato in Italia da Gian Galeazzo Visconti, signore di Milano, nel 1386, Tomaso guidò un contingente di cavalleria nella vittoriosa guerra contro Verona e Vicenza, che portò all'estensione del dominio milanese su gran parte del Veneto.
Nel 1387, le cerimonie per il matrimonio tra Valentina Visconti, figlia di Gian Galeazzo, e Luigi duca d'Orléans, fratello di Carlo VI, confermarono la posizione di rilievo che Ghilini aveva acquisito presso il signore di Milano e, di conseguenza, ad Alessandria. 
In rappresentanza di Alessandria, a Tomaso Ghilini fu conferito l'onore di accogliere, il 24 giugno 1387, Valentina Visconti, figlia del duca e nata dal suo primo matrimonio con Isabella di Valois, insieme a Beltramo Guasco e Andreino Trotti. Valentina, che si stava dirigendo in Francia per incontrare il suo sposo, Luigi I di Valois-Orléans, fratello di Carlo VI, fu ospitata nel palazzo di Beltramo a Bergoglio. Quando riprese il suo viaggio, fu scortata fuori dalle mura della città dai tre nobiluomini fino ai confini del contado.

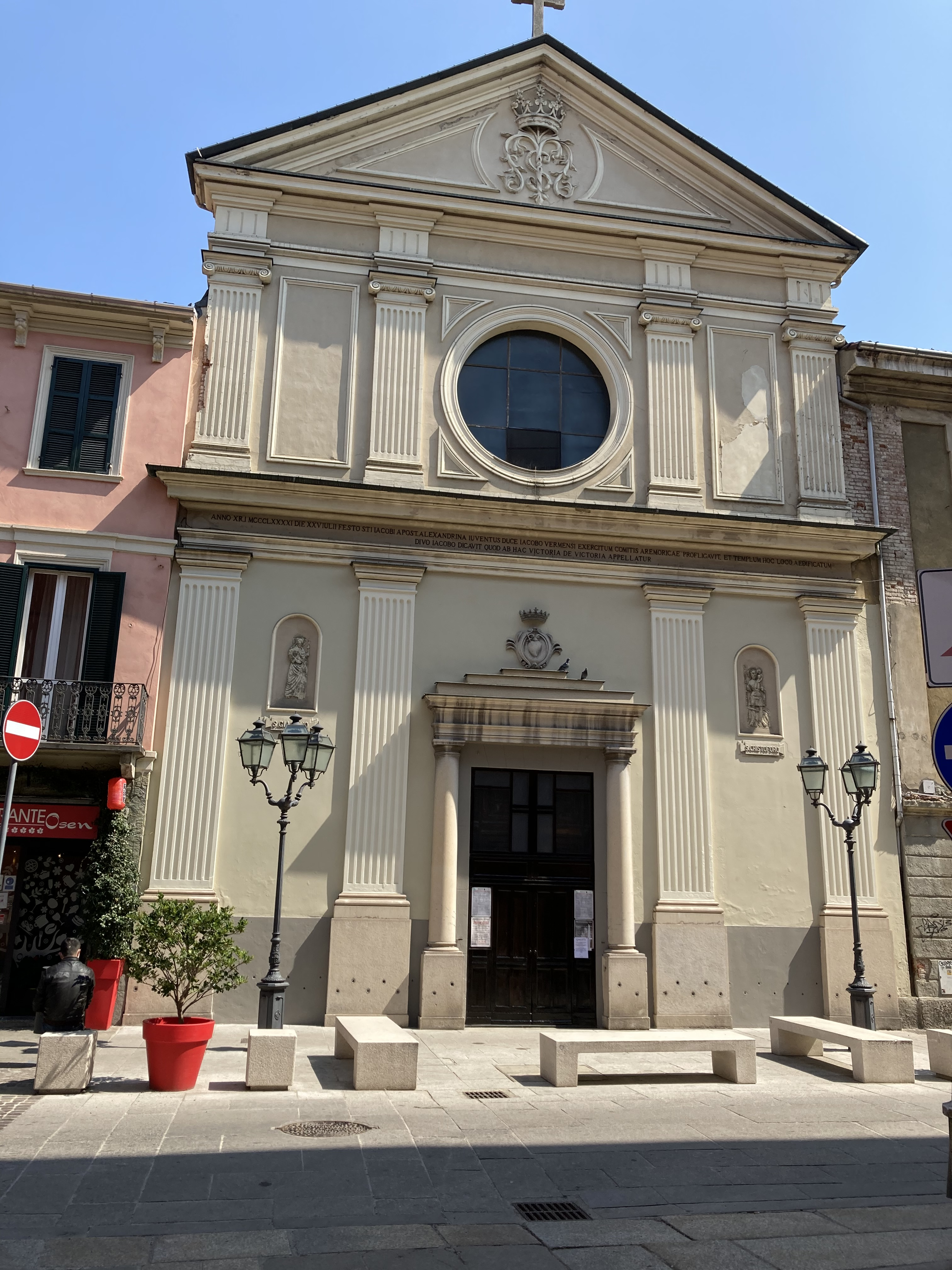
Facciata della chiesa di san Giacomo della Vittoria di Alessandria, eretta in occasione della vittoria della battaglia di Alessandria nel 1391.

Nel 1391 ebbe un ruolo significativo nella vittoria riportata ad Alessandria dai Visconti, guidati da Giacomo Dal Verme, contro i francesi, al comando di Giovanni III d'Armagnac, nella battaglia di Alessandria. Sorprendendo con una selezionata cavalleria, insieme alla milizia di 1.500 uomini di Andreino Trotti, colse di sorpresa il fianco dei francesi sfondandone le file e guadagnando il centro dello schieramento avversario. Questa vittoria portò all'erezione della chiesa di san Giacomo "della Vittoria" ad Alessandria, ancora presente nell'omonima via.
Tomaso ebbe grande riconoscenza da parte di Gian Galeazzo Visconti che gli concesse l'esenzione dalle tasse, molti privilegi e lo nominò, nello stesso anno, governatore di Bergamo. Trascorse in quella città il resto della sua vita e vi morì nel 1402. I bergamaschi gli resero solenni onoranze funebri come segno di riconoscimento al suo servizio.

## Discendenza
Francesco Guasco di Bisio non cita né la moglie né alcun figlio nelle sue "Tavole genealogiche"; mentre Gabriele Archetti ci dice che Tomaso ebbe dei figli, uno dei quali, Giovanni Giacomo, fu al servizio dei Visconti e, nel 1413, venne nominato giudice delle vettovaglie dal duca Filippo Maria Visconti.